# Alypiodes dugesii
Alypiodes dugesii är en fjärilsart som beskrevs av Cockerell 1895. Alypiodes dugesii ingår i släktet Alypiodes och familjen nattflyn. Inga underarter finns listade i Catalogue of Life.